# Konstantin Simonov
Konstantin Michajlovitj Simonov, (ryska: Константин Михайлович Симонов), född Kirill Michajlovitj (Кирилл Михайлович Симонов) 15 november (28 november enligt g.s.) 1915 i Petrograd i Kejsardömet Ryssland (nu Sankt Petersburg i Ryssland), död 28 augusti 1979 i Moskva i Ryska SFSR i Sovjetunionen (nu Ryssland), var en sovjetisk journalist och författare som skrev böcker, huvudsakligen om andra världskriget, där han själv deltagit som krigskorrespondent i Röda armén. Hans främsta roman är Attack mot Moskva (även känd som Levande och döda) om slaget om Moskva.

## Svenska översättningar
- Dagar och nätter: roman  (Dni i noči) (översättning av Wladimir Semitjov, Bonnier, 1945)
- Under Prags kastanjer: ett nutidsdrama (Pod kaštanami Praga) (radioversion: Herbert Grevenius, översättning: Manja Benkow, Radiotjänst, 1947)
- Attack mot Moskva: roman (Živye i mertvye) (översättning Sven Vallmark, Folket i bild, 1962)
- Med min generations ögon (Glazami čeloveka moego pokolenija) (översättning: Kerstin Olofsson, Forum, 1989)